# Djelibeybi
Djelibeybi är en fiktiv stad skapad av Terry Pratchett.

## Information
Djelibeybi är en plats som till stora delar består av öken. En stor del av handlingen i Pyramidfeber utspelar sig där. Djelibeyi är baserat på det gamla Egyptens kultur. Det som staden är mest känd för är sina pyramider. Genom staden rinner floden Djel. Djelibeybi betyder "Djels barn". Staden är komplett bankrutt på grund av byggnationen av pyramiderna. Staden har ett enormt antal av lokala gudar. Staden befinner sig nästan helt under vatten när Djel svämmar över. Den som bestämmer över Djelibeybei är farao, som är en gud, men ändå i människoform. 
Skämtet med stadens namn är svårförståeligt för de flesta personer som bor utanför England, Sydafrika och Australien. Namnet är en parodi på godiset Jelly Baby som är populärt på tidigare nämnda platser.